# Timothy Smith
Timothy Allen Smith (Geneva, 8 september 1961 – Greenup, 9 januari 2017) was een Amerikaans professioneel worstelaar die vooral bekend is van zijn tijd bij World Wrestling Federation als Timothy Well, van 1993 tot 1995, waar hij ook lid was van Well Dunn en World Championship Wrestling (WCW) als Rex King.

## In het worstelen
- Met Steve Doll
  - Double DDT
  - Flying forearm smash

- Manager
  - Harvey Wippleman

## Prestaties
- Music City Wrestling
  - MCW North American Tag Team Championship (1 keer)

- Pacific Northwest Wrestling
  - NWA Pacific Northwest Heavyweight Championship (1 keer)
  - NWA Pacific Northwest Tag Team Championship (4 keer met Steve Doll)
  - NWA Pacific Northwest Television Championship (1 keer)

- United States Wrestling Association
  - USWA World Tag Team Championship (5 keer; 1x met Joey Maggs en 4x met Steve Doll)

- World Wrestling Council
  - WWC Puerto Rico Heavyweight Championship (1 keer)
  - WWC World Tag Team Championship (5 keer; 2x met Ricky Santana, 1x met Steve Doll, 1x met Ray Gonzalez en 1x met Glamour Boy Sean)
  - WWC World Television Championship (3 keer)